# Passiflora palmatisecta
Passiflora palmatisecta är en passionsblomsväxtart som beskrevs av Maxwell Tylden Masters. Passiflora palmatisecta ingår i släktet passionsblommor, och familjen passionsblomsväxter. Inga underarter finns listade i Catalogue of Life.